# Discografia dei Righteous Brothers
La discografia del duo soul The Righteous Brothers, comprende 15 album in studio e più di 30 raccolte.
Oltre alla carriera di gruppo, entrambi gli artisti hanno anche le loro rispettive carriere soliste.
Il primo album del gruppo risale al 1963, l’ultimo invece al 2016. La formazione del duo è variata nel corso del tempo ma quella di maggiore successo, nonché l’originale, è formata da Bill Medley e Bobby Hatfield.

## Album in studio
Tutti gli album sono incisi con la formazione originale del duo, tranne dove scritto tra parentesi.
| Titolo                                             | Classifiche | Classifiche | Classifiche | Classifiche | Certificazione           |
| Titolo                                             | US          | US R&B      | AUS         | CAN         | Certificazione           |
| -------------------------------------------------- | ----------- | ----------- | ----------- | ----------- | ------------------------ |
| Right Now!                                         | 11          | 8           | —           | —           |                          |
| Some Blue-Eyed Soul                                | 14          | —           | —           | —           |                          |
| This Is New!                                       | 39          | —           | —           | —           |                          |
| You've Lost That Lovin' Feelin'                    | 4           | 3           | —           | —           |                          |
| Just Once in My Life...                            | 9           | 8           | —           | —           |                          |
| Back to Back                                       | 16          | —           | —           | —           |                          |
| Soul & Inspiration                                 | 7           | 18          | —           | —           | Disco d’oro: Stati Uniti |
| Go Ahead and Cry                                   | 32          | —           | —           | —           |                          |
| Sayin' Somethin'                                   | 155         | —           | —           | —           |                          |
| Souled Out                                         | 198         | —           | —           | —           |                          |
| One for the Road                                   | 187         | —           | —           | —           |                          |
| Re-Birth (Bobby Hatfield e Jimmy Walker)           | —           | —           | —           | —           |                          |
| Give It to the People                              | 27          | —           | 83          | 27          |                          |
| Sons of Mrs. Righteous                             | —           | —           | —           | —           |                          |
| The Righteous Brothers (Bill Medley e Bucky Heard) | —           | —           | —           | —           |                          |

## Raccolte (parziale)
Negli anni sono state pubblicate numerose raccolte del duo, sono riportate le più vendute e quelle che hanno raggiunto una certificazione di vendite.
| Titolo                                            | Classifiche | Classifiche | Classifiche | Classifiche | Classifiche | Certificazione                                             |
| Titolo                                            | US          | AUS         | UK          | CAN         | NLD         | Certificazione                                             |
| ------------------------------------------------- | ----------- | ----------- | ----------- | ----------- | ----------- | ---------------------------------------------------------- |
| The Righteous Brothers Greatest Hits              | 21          | —           | —           | 10          | 58          | Disco d’oro: Stati Uniti e Canada                          |
| Greatest Hits Vol. 2                              | 126         | —           | —           | —           | —           |                                                            |
| You've Love That Lovin' Feelin'                   | —           | 40          | —           | —           | —           |                                                            |
| Soul & Inspiration                                | —           | 98          | —           | —           | —           |                                                            |
| The Anthology 1962–1974                           | 178         | —           | —           | —           | —           | Disco d’oro: Stati Uniti                                   |
| Unchained Melody – Best Of The Righteous Brothers | 161         | 5           | —           | —           | —           | Disco di platino: Canada, Australia e Stati Uniti (doppio) |
| The Very Best Of Righteous Brothers               | 31          | 38          | 11          | —           | —           | Disco di platino: Australia e Regno Unito                  |